# Narrative Poesie
Narrative Poesie ist dadurch gekennzeichnet, dass in ihr Handlung eine wesentliche Rolle spielt und dass sie weitgehend in Versen verfasst ist. In der Poetik des Aristoteles war dieser Bereich allein durch das Epos abgedeckt, heute zählt eine große Zahl von Mischformen dazu.
In der Ballade finden sich oft Elemente aus allen drei Dichtungsgattungen: erzählende, lyrische und dramatische. Idyllen und Lais haben meist primär erzählenden Charakter.  Versromane unterscheiden sich vom modernen Roman nicht nur durch die Verwendung des Metrums, sondern haben auch inhaltliche Gemeinsamkeiten mit dem antiken Epos (Heldenreise). Das gilt auch für die Romanzen. In der Versnovelle, Beispiele sind Meier Helmbrecht und insbesondere Chaucers Canterbury Tales, sind dagegen kaum Unterschiede zu der zeitlich parallelen Prosa zu finden. Bei Chaucer stehen Prosa und Verserzählung nebeneinander. 
In manchen Dichtungsformen ist die Prosaerzählung stark von Versen durchsetzt, so in den altnordischen Sagas und in der Dichtung irischer Barden.

## Zur Terminologie
Mit dem Begriff Narrative Poesie wird Poesie in Anlehnung an den englischen und französischen Sprachgebrauch im alten, in Deutschland nur bis zum 18. Jahrhundert üblichen, Sinne verwendet.
Die Begriffe Narrative Versdichtung und Erzählgedicht sind fast gleichbedeutend, doch schließt Versdichtung die weitgehend in Prosa gehaltenen Sagas und einen Großteil der Bardendichtung aus. Erzählgedicht schließt zusätzlich auch Epen und Versromane aus und wird nicht selten im engeren Sinne als Ballade verstanden.

## Herkunft von der mündlichen Überlieferung
Ein großer Teil der narrativen Poesie ist mündlich überliefert worden. Die antiken Epen wie heroische Verserzählungen und Volksballaden waren für die Rezitation gedacht. In einigen Kulturen besteht auch heute noch eine lebendige Tradition des Vortrags von Verserzählungen.  David C. Rubin hat argumentiert, wesentliche Charakteristika, die gebundene Sprache von Prosa unterscheiden, seien als Gedächtnisstützen der Sänger entwickelt worden, die sie vortrugen.
Das gelte für  Versmaß, Alliteration und Kenninge.

## Einzelbelege
1. ↑  David C. Rubin, Memory in Oral Traditions. The Cognitive Psychology of Epic, Ballads, and Counting-out Rhymes. (Taco University Press, 1991)